# BSG Chemie Leipzig (1997)
El BSG Chemie Leipzig es un equipo de fútbol alemán de la ciudad de Leipzig (Sajonia) que juega en la Regionalliga Nordost, una de las ligas regionales que conforman la cuarta división de fútbol en el país.

## Historia
Fue fundado en el año 1997 en el distrito de Leipzig en Sajonia con el nombre FC Sachsen y es considerado como el equipo sucesor del desaparecido FC Sachsen Leipzig, el cual desapareció en 2011 tras declararse en bancarrota.
El club inició en las divisiones más bajas de Leipzig, obteniendo ascensos consecutivos en sus primeras tres temporadas hasta que en 2008 adquieren la franquicia del VfK Blau-Weiss Leipzig y juegan en la Sachsenliga. En 2009 se asocian al SG Sachsen hasta que este club se declara insolvente y es absorbido y el club cambia su nombre por el que tiene actualmente.

## Palmarés
- Sachsenliga: 1

2015–16
- NOFV-Oberliga Süd: 2

2016–17, 2018-19
- Copa de Sajonia: 1

2018